# 布爾特內克斯湖
57°44′N 25°14′E / 57.733°N 25.233°E

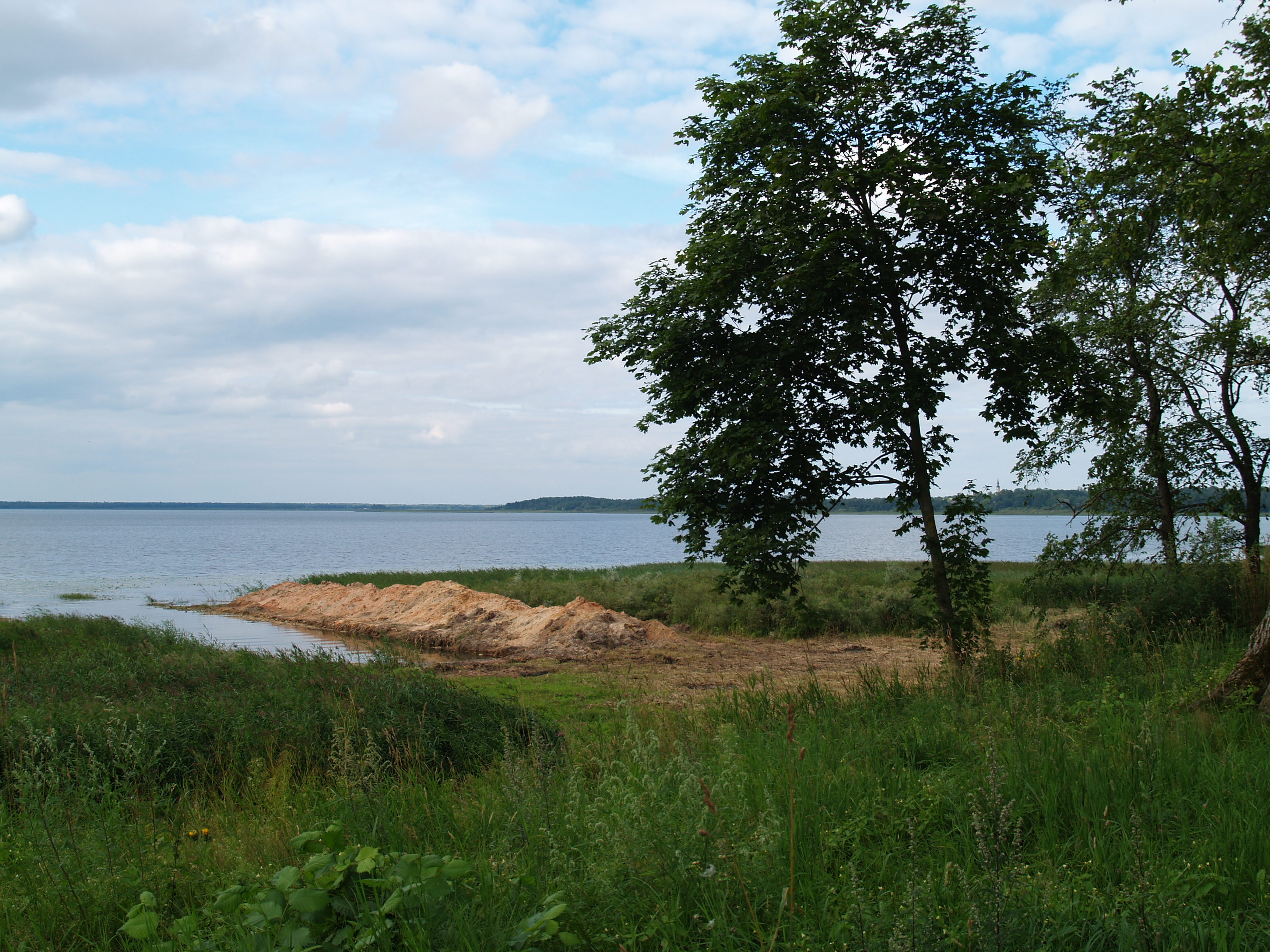
布爾特內克斯湖

布爾特內克斯湖（拉脫維亞語：Burtnieks ezers）是拉脫維亞的湖泊，長13.3公里、寬5.5公里，面積40.1平方公里，集水區面積2,215平方公里，海拔高度39.5米，平均水深2.4米，最大水深3.3米，湖中有3個島嶼，總面積1.4公畝。

## 外部連結
- Environmental data